# Malus Intercursus
El Malus Intercursus fue un tratado comercial firmado en abril de 1506 por el rey Enrique VII de Inglaterra y el duque Felipe IV de Borgoña.

## Antecedentes y detalles
Las continuas fricciones con la Compañía de Aventureros de Mercader de Londres, combinadas con el deseo de Enrique de asegurar a Edumundo de la Pole 3.º Duque de Suffolk, el principal heredero yorkista y refugiado en Borgoña, llevaron a Enrique a intentar nuevas negociaciones; incluso después de la ratificación del Intercursus Magnus en 1496. Un naufragio en 1506 dejó a Felipe varado en Inglaterra en camino a reclamar la herencia castillana de su mujer, Joanna I de Castilla. Esto permitió a Enrique el poder negociar el Intercursus Malus ("Tratado malvado", llamado así desde la perspectiva holandesa por ser demasiado favorable a los ingleses), con la intención reemplazar el Intercursus Magnus .
 
Este reemplazo eliminó todos los aranceles de las exportaciones textiles inglesas sin reciprocidad y con poca compensación para los borgoñones.  Enrique, de 49 años y viudo desde hace 3 años, también arregló su matrimonio con la hermana de Felipe; Margaret, de 26 años y dos veces viuda. Finalmente, Felipe de Borgoña se vio obligado a entregar a Edmundo de la Pole. Enrique también reconoció a Felipe y a Joanna como los gobernantes de Castilla (ya que la reina Isabel I la Católica había muerto en 1504). Después de entregar a De la Pole, se les permitió salir de Inglaterra a Felipe y Joanna,  tras una estadía forzada de seis semanas.
La objeción de Margaret, tanto con el matrimonio como con el tratado en general, significó que; tras la muerte de Felipe en septiembre y al nombramiento de Margaret como Gobernadora de los Países Bajos de Habsburgo (y gobernante de facto), el tratado no fuera ratificado, sino que este fuera reemplazado por un tercer tratado en 1507, repitiendo los términos del primero.